# Petar Marković (narodni heroj)
Petar Marković – Pejo (Lipnica, Tuzla, 7. srpnja 1920. – planina Konjuh, listopada 1941.), sudionik NOB-a i narodni heroj

## Životopis
Rodio se 7. srpnja 1920. godine u selu Lipnici kod Tuzle, u rudarskoj obitelji. Osnovnu školu nije završio, jer je s osam godina ostao bez oca. Zbog slaboga imovnog stanja morao je služiti kod imućnijih seoskih obitelji. Na radu je došao u dodir s revolucionarnom mladeži iz Husina. Uskoro se učlanio u SKOJ i početkom 1941. godine u KPJ.
Poslije pada Jugoslavije i njene razdiobe 1941., radio je na prikupljanju oružja i mobilizaciji rudara za odlazak u partizane. Kolovoza 1941. godine organizirao je odlazak cijele čete rudara u partizane. Istakao se u prvoj i poznatoj akciji Ozrenskog partizanskog odreda u napadu na Doboj i Usoru. U toj je akciji dignuta u zrak dugačka kompozicija vlaka puna neprijateljskoga zrakoplovnog, topovskog i puščanog streljiva. Sudjelovao je i u narednim borbama odreda na željezničkoj pruzi Tuzla – Doboj.
Kada je listopada 1941. godine trebao dio Ozrenskog odreda skupa s Birčanskim odredom sudjelovati u napadu na Kladanj, Pejo se nalazio među sto boraca koji su se za 24 sata usiljenog marša probili kroz neprijateljsku teritorij preko planine Konjuha i odmah stupili u borbu. U dvodnevnim borbama Ozrenska četa ovladala je Stuparima, razrušila tuzlanski vodovod i veliki kameni most. Tom prilikom razbijena je cijela bojna domobrana i zaplijenjeno nekoliko mitraljeza. Pejo je u ovim borbama sudjelovao kao zapovjednik čete. Kada je Pejovu četu kod Lupoglave iznenada napala neprijateljska kolona s leđa, krenuo je u juriš na njih. Neprijatelja je potisnuo, ali je Marković ostao teško ranjen. Iako je bilo malo izgleda da će ostati živ, borci su ga omotali u deke i na nosilima po noći ponijeli nazad preko Konjuha. Kad su stigli na vrh planine, primijetili su da je Pejo na putu izdahnuo. Pokopali su ga na samom vrhu planine.
Skoro godinu dana poslije, ljeta 1942. godine, tim putem je Šesta istočnobosanska brigada u kojoj su se nalazili i Markovićevi suborci iz Ozrenskog odreda. U znak sjećanja na mrtvog druga, zaboli su crvenu zastavu na mjestu gde je pokopan. To je nadahnulo borca Miloša Popovića Đurina, koji je nazočio i pokopu i podizanju zastave, spjevati poznatu pjesmu Konjuh planinom.
Ukazom Prezidijuma Narodne skupštine FNRJ od 20. prosinca 1951. godine, proglašen je za narodnog heroja.
Od 1956. u Lipnici djeluje kulturno-umjetničko društvo koje nosi ime Peje Markovića.